# الأمير فيليب، كونت فلاندرز

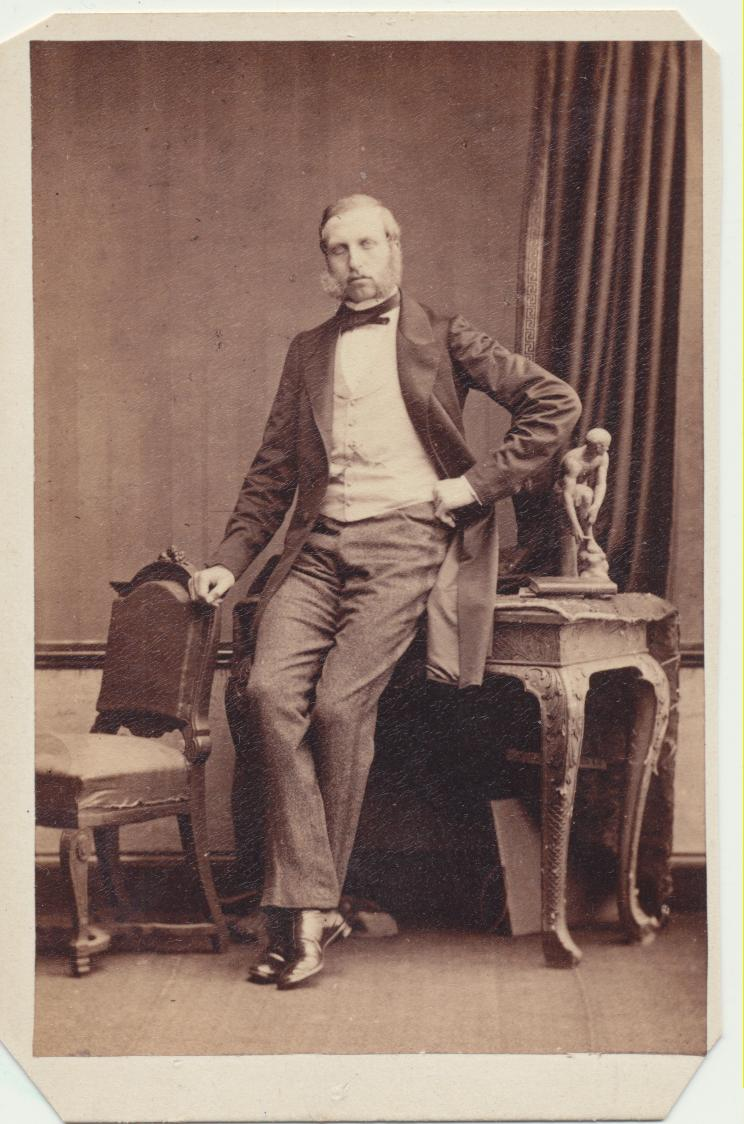
الأمير فيليب، كونت فلاندرز.

الأمير فيليب، كونت فلاندرز (24 مارس 1837 - 17 نوفمبر 1905) هو الابن الثالث لليوبولد الأول ملك بلجيكا وزوجته لويز ملكة بلجيكا، وأيضا هو شقيق ليوبولد الثاني ملك بلجيكا والإمبراطورة كارلوتا من المكسيك.
وُلِد فيليب في قلعة لاكن بالقرب من بروكسل، بلجيكا، وتم تعيينه كونت فلاندرز في 14 ديسمبر 1840، وفي يناير 1869 بعد الوفاة المفاجئة لابن أخيه الأمير ليوبولد دوق برابانت أصبح الوريث المفترض للعرش البلجيكي، في عام 1866 بعد تنازل ألكسندرو إيوان كوزا أمير رومانيا عن العرش، رفض فيليب اقتراح تسميته بالعاهل الروماني الجديد، ولذلك تم قبول لاحقًا اقتراح صهره كارول الأول، وأيضا في وقت سابق كان قد رفض أيضًا تاج اليونان الذي عُرض عليه عام 1862.
توفي فيليب عام 1905، وفي حين توفي شقيقه الملك ليوبولد الثاني عام 1909، وبذلك اعتلى ابنه الثاني العرش البلجيكي باسم الملك ألبرت الأول .